# Abu’l-Qasim Faizi
Abu’l-Qasim Faizi oder Abu’l-Qasim Faydí (* 1906 in Qom, Iran; † 19. November 1980 in Haifa, Israel) war ein iranischer Bahai, der 1957 von Shoghi Effendi zu einer Hand der Sache Gottes ernannt wurde.

## Leben
Abu’l-Qasim Faizi wurde 1906 (eine andere Quelle gibt 1909 an) in Qom geboren und wuchs dort auf. Danach ging er nach Teheran und besuchte die Bahai-Schule Tarbiyat. Er nahm dort am Unterricht über den Bahai-Glauben teil und wurde allmählich ein Anhänger des Glaubens. Nach Beendigung der Schule begann er an der Amerikanischen Universität Beirut Anglistik zu studieren. Von dort aus konnte er öfters zusammen mit Hasan Balyuzi Shoghi Effendi besuchen. Hier lernte er auch die Tochter Baha’u’llahs Bahiyyih Khanum, genannt „das Größte Heilige Blatt“, kennen. Ihr zu Ehren bereitete er im hohen Alter eine Veröffentlichung über sie vor, die jedoch erst nach seinem Tod publiziert werden konnte. Nach dem Abschluss in englischer Literatur und Erziehung kehrte er nach Teheran zurück, wo er eine Arbeit in der Anglo-Persian Oil Company aufnahm.
Als die Bahai-Schulen durch das Kultusministerium geschlossen wurden, kündigte Faizi seine Stellung, um fünf Jahre in einem Dorf 400 Bahai-Kinder zu unterrichten, deren Eltern keine Mittel für die Erziehung hatten. Während dieser Zeit heiratete er Gloria Alá'í. Danach bildete er in Qazvin mehr als 30 Jugendliche ein Jahr lang aus, damit diese als Bahai-Pioniere und Lehrer in die Welt gehen. Als Shoghi Effendi die Bahai im Iran aufrief ihren Glauben in die benachbarten Länder zu verbreiten, zog Faizi mit seiner Frau im Winter 1941 nach Bagdad, in der Hoffnung, dort ein Visum für eines der Länder auf der Arabischen Halbinsel zu bekommen. In Bagdad half er dem Nationalen Geistigen Rat des Iraks und den dortigen Pionieren. Nach etwa einem Jahr erhielt Faizi eine Arbeit in der einzigen Sekundarschule in Bahrain. Unglücklicherweise verlor er diese Arbeit, da bekannt wurde, dass er Bahai ist. Faizi hielt sich trotz zahlreicher Probleme 15 Jahre in Arabien auf. Seine beiden Kinder wurden auch dort geboren.
Shoghi Effendi bezeichnete ihn als den geistigen Eroberer Arabiens und ernannte ihn am 11. Oktober 1957 zu einer Hand der Sache Gottes. Wenig später, am 4. November, starb Shoghi Effendi und Faizi wurde einer der neun Hände der Sache im Heiligen Land, welche die Bahai-Weltgemeinschaft bis zur Wahl des ersten Universalen Hauses der Gerechtigkeit im Jahre 1963 leiteten.
Faizi reiste durch die ganze Welt und repräsentierte das Universale Haus der Gerechtigkeit auf zahlreichen Konferenzen und Tagungen, traf Staatsoberhäupter und Würdenträger, gab private Ansprachen, beriet Nationale Geistige Räte, setzte seine ausgedehnte persönliche Korrespondenz fort, verschenkte Zitate aus den Bahai-Schriften, die er in seiner eigenen Kalligrafie schrieb und inspirierte die Herzen durch seine veröffentlichten Schriften. Er übersetzte zahlreiche Bahai-Schriften aus dem Persischen ins Englische.
Er starb im Heiligen Land und wurde auf dem Bahai-Friedhof am Fuße des Berges Karmel zur letzten Ruhe gebettet.

## Werke
- Abu’l-Qasim Faizi: Conqueror of Hearts: Excerpts from Letters, Talks and Writings of Hand of the Cause of God Abu'l-Qásim Faizí. Hrsg.: Shirley Macias. Baha'i Academics Resource Library, 2002 (Online).
- Abu’l-Qasim Faizi: A Flame of Fire – The Story of the Tablet of Ahmad. Bahai Publishing Trust of India, New Delhi 1969 (Online).
- Abu’l-Qasim Faizi: Stories from The Delight of Hearts – The Memoirs of Hájí Mirzá Haydar-Alí. Kalimát Press, Los Angeles 1980, ISBN 0-933770-11-1.
- Abu’l-Qasim Faizi: Three Meditations on the Eve of November the Fourth. Bahai Publishing Trust, London 1970 (Online).
- Abu’l-Qasim Faizi: The Prince of Martyrs, (eine kurze Darstellung des [[Husain ibn ʿAlī]]). Hrsg.: George Ronald. Oxford, ISBN 978-0-85398-073-5.
- Abu’l-Qasim Faizi: Sinnbild des Größten Namens. Bahai-Verlag, Hofheim-Langenhain, ISBN 978-3-87037-355-9.
- Abu’l-Qasim Faizi: Milly: A Tribute to Amelia E. Collins. George Ronald, Oxford, UK 1977, ISBN 0-85398-074-8.
- Abu’l-Qasim Faizi und Gloria Faizi: A Gift of Love Offered to the Greatest Holy Leaf. Bahai-Verlag, Hofheim-Langenhain 1982.